# Open 13 2005 - Qualificazioni singolare
Le qualificazioni del singolare  dell'Open 13 2005 sono state un torneo di tennis preliminare per accedere alla fase finale della manifestazione. I vincitori dell'ultimo turno sono entrati di diritto nel tabellone principale. In caso di ritiro di uno o più giocatori aventi diritto a questi sono subentrati i lucky loser, ossia i giocatori che hanno perso nell'ultimo turno ma che avevano una classifica più alta rispetto agli altri partecipanti che avevano comunque perso nel turno finale.
Le qualificazioni del torneo Open 13 2005 prevedevano 32 partecipanti di cui 4 sono entrati nel tabellone principale.

## Teste di serie
1. Victor Hănescu (Qualificato)
2. Assente
3. Olivier Mutis (primo turno)
4. Ivo Minář (primo turno)

1. Jean-René Lisnard (Qualificato)
2. Gilles Elseneer (primo turno)
3. Gilles Simon (Qualificato)
4. Noam Okun (secondo turno)

## Qualificati
1. Victor Hănescu
2. Jean-René Lisnard

1. Sébastien de Chaunac
2. Gilles Simon

## Tabellone

### Legenda
| - Q = Qualificato - WC = Wild card - LL = Lucky loser | - ALT = Alternate - SE = Special Exempt - PR = Protected Ranking | - w/o = Walkover - r = Ritirato - d = Squalificato |

### Sezione 1
|  | Primo turno            | Primo turno            | Primo turno        | Primo turno | Primo turno |  |  | Secondo turno      | Secondo turno          | Secondo turno      | Secondo turno      | Secondo turno |   |   | Ultimo turno | Ultimo turno   | Ultimo turno | Ultimo turno | Ultimo turno |  |
|  |                        |                        |                    |             |             |  |  |                    |                        |                    |                    |               |   |   |              |                |              |              |              |  |
|  | 1                      | Victor Hănescu         | Victor Hănescu     | 6           | 7           |  |  |                    |                        |                    |                    |               |   |   |              |                |              |              |              |  |
|  |                        | Andy Ram               | Andy Ram           | 2           | 5           |  |  | 1                  | Victor Hănescu         | 6                  | 2                  | 6             |   |   |              |                |              |              |              |  |
|  | Jean-Christophe Faurel | Jean-Christophe Faurel | 4                  | 6           | 6           |  |  |                    | Jean-Christophe Faurel | 4                  | 6                  | 2             |   |   |              |                |              |              |              |  |
|  | Marc Rosset            | Marc Rosset            | 6                  | 4           | 2           |  |  |                    |                        |                    |                    |               |   |   | 1            | Victor Hănescu | 6            | 4            | 6            |  |
|  | Melle Van Gemerden     | Melle Van Gemerden     | Melle Van Gemerden | 6           | 6           |  |  |                    |                        |                    | Melle Van Gemerden | 3             | 6 | 4 |              |                |              |              |              |  |
|  | Massimo Dell'Acqua     | Massimo Dell'Acqua     | Massimo Dell'Acqua | 4           | 4           |  |  | Melle Van Gemerden | Melle Van Gemerden     | Melle Van Gemerden | 7                  | 6             |   |   |              |                |              |              |              |  |
|  |                        | Arnaud Di Pasquale     | Arnaud Di Pasquale | 6           | 6           |  |  | Arnaud Di Pasquale | Arnaud Di Pasquale     | Arnaud Di Pasquale | 62                 | 3             |   |   |              |                |              |              |              |  |
|  | 6                      | Gilles Elseneer        | Gilles Elseneer    | 3           | 1           |  |  |                    |                        |                    |                    |               |   |   |              |                |              |              |              |  |

### Sezione 2
|  | Primo turno          | Primo turno          | Primo turno         | Primo turno | Primo turno |  |  | Secondo turno    | Secondo turno        | Secondo turno        | Secondo turno     | Secondo turno |   |   | Ultimo turno | Ultimo turno     | Ultimo turno | Ultimo turno | Ultimo turno |  |
|  |                      |                      |                     |             |             |  |  |                  |                      |                      |                   |               |   |   |              |                  |              |              |              |  |
|  | Nicolas Renavand     | Nicolas Renavand     | Nicolas Renavand    | 6           | 6           |  |  |                  |                      |                      |                   |               |   |   |              |                  |              |              |              |  |
|  | Florent Scaccianoce  | Florent Scaccianoce  | Florent Scaccianoce | 1           | 3           |  |  | Nicolas Renavand | Nicolas Renavand     | 3                    | 7                 | 6             |   |   |              |                  |              |              |              |  |
|  | Marcus Sarstrand     | Marcus Sarstrand     | Marcus Sarstrand    | 6           | 6           |  |  | Marcus Sarstrand | Marcus Sarstrand     | 6                    | 5                 | 4             |   |   |              |                  |              |              |              |  |
|  | Jonathan Hilaire     | Jonathan Hilaire     | Jonathan Hilaire    | 4           | 3           |  |  |                  |                      |                      |                   |               |   |   |              | Nicolas Renavand | 7            | 3            | 1            |  |
|  | Marc Fornell-Mestres | Marc Fornell-Mestres | 4                   | 7           | 6           |  |  |                  |                      | 5                    | Jean-René Lisnard | 68            | 6 | 6 |              |                  |              |              |              |  |
|  | Harel Levy           | Harel Levy           | 6                   | 62          | 4           |  |  |                  | Marc Fornell-Mestres | Marc Fornell-Mestres | 4                 | 64            |   |   |              |                  |              |              |              |  |
|  | 5                    | Jean-René Lisnard    | Jean-René Lisnard   | 6           | 6           |  |  | 5                | Jean-René Lisnard    | Jean-René Lisnard    | 6                 | 7             |   |   |              |                  |              |              |              |  |
|  |                      | Mathieu Montcourt    | Mathieu Montcourt   | 2           | 2           |  |  |                  |                      |                      |                   |               |   |   |              |                  |              |              |              |  |

### Sezione 3
|  | Primo turno          | Primo turno          | Primo turno       | Primo turno | Primo turno |  |  | Secondo turno | Secondo turno        | Secondo turno        | Secondo turno        | Secondo turno |   |   | Ultimo turno  | Ultimo turno  | Ultimo turno | Ultimo turno | Ultimo turno |  |
|  |                      |                      |                   |             |             |  |  |               |                      |                      |                      |               |   |   |               |               |              |              |              |  |
|  |                      | Florin Mergea        | Florin Mergea     | 6           | 6           |  |  |               |                      |                      |                      |               |   |   |               |               |              |              |              |  |
|  | 3                    | Olivier Mutis        | Olivier Mutis     | 3           | 2           |  |  | Florin Mergea | Florin Mergea        | 6                    | 4                    | 5             |   |   |               |               |              |              |              |  |
|  | Florent Serra        | Florent Serra        | Florent Serra     | 6           | 6           |  |  | Florent Serra | Florent Serra        | 4                    | 6                    | 7             |   |   |               |               |              |              |              |  |
|  | Julien Jeanpierre    | Julien Jeanpierre    | Julien Jeanpierre | 4           | 4           |  |  |               |                      |                      |                      |               |   |   | Florent Serra | Florent Serra | 6            | 3            | 4            |  |
|  | Sébastien de Chaunac | Sébastien de Chaunac | 7                 | 4           | 6           |  |  |               |                      | Sébastien de Chaunac | Sébastien de Chaunac | 2             | 6 | 6 |               |               |              |              |              |  |
|  | Josselin Ouanna      | Josselin Ouanna      | 5                 | 6           | 2           |  |  |               | Sébastien de Chaunac | Sébastien de Chaunac | 6                    | 6             |   |   |               |               |              |              |              |  |
|  | 8                    | Noam Okun            | 6                 | 4           | 6           |  |  | 8             | Noam Okun            | Noam Okun            | 4                    | 1             |   |   |               |               |              |              |              |  |
|  |                      | Nicolas Tourte       | 1                 | 6           | 1           |  |  |               |                      |                      |                      |               |   |   |               |               |              |              |              |  |

### Sezione 4
|  | Primo turno            | Primo turno            | Primo turno         | Primo turno | Primo turno |  |  | Secondo turno  | Secondo turno        | Secondo turno        | Secondo turno | Secondo turno |   |   | Ultimo turno | Ultimo turno   | Ultimo turno   | Ultimo turno | Ultimo turno |  |
|  |                        |                        |                     |             |             |  |  |                |                      |                      |               |               |   |   |              |                |                |              |              |  |
|  |                        | Wang Yeu-tzuoo         | 7                   | 4           | 6           |  |  |                |                      |                      |               |               |   |   |              |                |                |              |              |  |
|  | 4                      | Ivo Minář              | 5                   | 6           | 3           |  |  | Wang Yeu-tzuoo | Wang Yeu-tzuoo       | Wang Yeu-tzuoo       | 7             | 6             |   |   |              |                |                |              |              |  |
|  | David Guez             | David Guez             | David Guez          | 7           | 6           |  |  | David Guez     | David Guez           | David Guez           | 5             | 3             |   |   |              |                |                |              |              |  |
|  | Marcel Granollers      | Marcel Granollers      | Marcel Granollers   | 5           | 3           |  |  |                |                      |                      |               |               |   |   |              | Wang Yeu-tzuoo | Wang Yeu-tzuoo | 3            | 2            |  |
|  | Daniel Gimeno Traver   | Daniel Gimeno Traver   | 6                   | 5           | 6           |  |  |                |                      | 7                    | Gilles Simon  | Gilles Simon  | 6 | 6 |              |                |                |              |              |  |
|  | Édouard Roger-Vasselin | Édouard Roger-Vasselin | 4                   | 7           | 4           |  |  |                | Daniel Gimeno Traver | Daniel Gimeno Traver | 4             | 3             |   |   |              |                |                |              |              |  |
|  | 7                      | Gilles Simon           | Gilles Simon        | 6           | 6           |  |  | 7              | Gilles Simon         | Gilles Simon         | 6             | 6             |   |   |              |                |                |              |              |  |
|  |                        | Frederic Jeanclaude    | Frederic Jeanclaude | 4           | 2           |  |  |                |                      |                      |               |               |   |   |              |                |                |              |              |  |